# لنوکس میلر
لنوکس میلر (انگلیسی: Lennox Miller; ۸ اکتبر ۱۹۴۶ – ۸ نوامبر ۲۰۰۴) دونده اهل جامائیکا بود.